# Croton bryophorus
Espèce
Classification APG II (2003)
Croton bryophorus est une espèce de plantes à fleurs du genre Croton et de la famille des Euphorbiaceae présente au Pérou.